# Władysław Wolter
Władysław Alfred Aleksander Adolf Wolter (ur. 5 lutego 1897 w Wiedniu, zm. 18 marca 1986 w Krakowie) – polski prawnik, karnista, profesor Uniwersytetu Jagiellońskiego. 

## Życiorys

### Młodość
Urodził się w rodzinie Władysława (1861–1928), sędziego Sądu Najwyższego w Wiedniu i prezesa Sądu Apelacyjnego w Krakowie, i Aleksandry z Kamienobrodzkich (1868–1936), był bratem Jadwigi (s. Marii Relindy, franciszkanki) (1892–1927) i Aleksandra. W 1915 ukończył gimnazjum pijarów w Wiedniu. W tym samym roku został wzięty do wojska austriackiego. W 1917 został ciężko ranny na froncie.

### Wykształcenie i działalność naukowa do wybuchu II wojny światowej
Studia prawnicze rozpoczął w 1917 na Uniwersytecie Wiedeńskim, kontynuował je na Wydziale Prawa Uniwersytetu Jagiellońskiego, absolutorium z wynikiem celującym uzyskał w 1920. W 1920 uzyskał w UJ stopień naukowy doktora, zaś w 1925 stopień doktora habilitowanego. W 1928 został mianowany profesorem nadzwyczajnym i objął po swoim mistrzu prof. Edmundzie Krzymuskim Katedrę Prawa Karnego i Postępowania Karnego. W 1936 prezydent RP Ignacy Mościcki mianował go profesorem zwyczajnym. W latach 1937–1939 sprawował funkcję dziekana Wydziału Prawa UJ. Był członkiem Towarzystwa Biblioteki Słuchaczów Prawa Uniwersytetu Jagiellońskiego, kuratorem Towarzystwa w latach 1934–1939 a następnie 1945–1947.

### Okres okupacji
6 listopada 1939 został aresztowany w ramach Sonderaktion Krakau i był więziony przez hitlerowców w Krakowie, Wrocławiu i w obozie koncentracyjnym Sachsenhausen. 8 lutego 1940 wraz z grupą 101 innych więźniów został zwolniony. Po powrocie do Krakowa zaangażował się w działalność Rady Głównej Opiekuńczej.

### Działalność po wojnie
Po ustaniu działań wojennych powrócił do pracy na Wydziale Prawa UJ i w styczniu 1945 został jego pierwszym powojennym dziekanem. Kierował Katedrą Prawa Karnego, od 1945 był członkiem Polskiej Akademii Umiejętności. W latach 1953–1962 pracował w Instytucie Nauk Prawnych Polskiej Akademii Nauk W 1967 odszedł na emeryturę i został członkiem rzeczywistym PAN.
Był promotorem doktoratu m.in. Tadeusza Zielińskiego (14 lutego 1950), Marii Szewczyk oraz Andrzeja Zolla. Jednym z jego wychowanków był prof. Andrzej Gaberle.

### Działalność społeczna
Od 1981 uczestnik prac Centrum Obywatelskich Inicjatyw Ustawodawczych Solidarności. Członek Społecznej Rady Legislacyjnej – agendy/jednostki COIU.

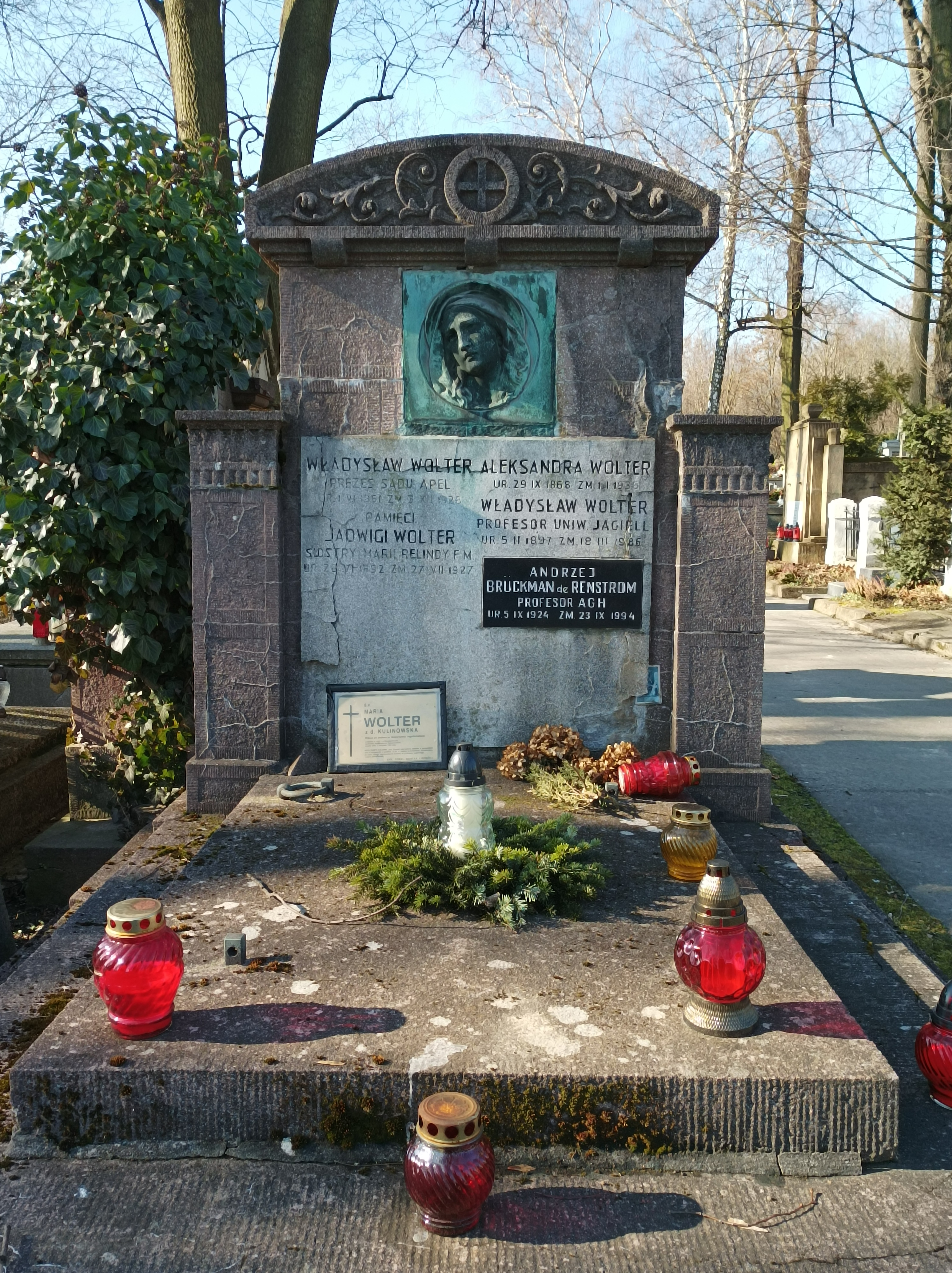
Grób Władysława Woltera na cmentarzu Salwatorskim w Krakowie

### Życie osobiste
Był żonaty z Marią z domu Kulinowską (1905–1993). Miał syna Władysława Marię (ur. 1930) oraz córki bliźniaczki Katarzynę Aleksandrę i Małgorzatę Marię (ur. 1938).

### Miejsce śmierci i pochówku
Zmarł w Krakowie, pochowany w grobowcu rodzinnym na cmentarzu Salwatorskim w Krakowie (kwatera SC8-A-1).

## Wybrane publikacje
- Zarys systemu prawa karnego, 1933–1934
- Studia z zakresu prawa karnego, 1947
- Prawo karne. Zarys wykładu systematycznego, 1947
- Kumulatywny zbieg przepisów ustawy, 1960
- Reguły wyłączania wielości ocen w prawie karnym, 1961
- Funkcja błędu w prawie karnym, 1964
- Nauka o przestępstwie, 1973

## Ordery i odznaczenia
- Krzyż Komandorski Orderu Odrodzenia Polski[2] (2 maja 1923)[12][13]
- Krzyż Oficerski Orderu Odrodzenia Polski[2]
- Medal 10-lecia Polski Ludowej (15 stycznia 1955)[14]

## Wyróżnienia
- Doktor honoris causa Uniwersytetu Jagiellońskiego (1985)[2]
- Doktor honoris causa Uniwersytetu Gdańskiego (16 stycznia 1986)[15]